# DURHAM
 For alternative betydninger, se Durham (flertydig). (Se også artikler, som begynder med Durham)
DURHAM var kodenavnet for den psykologiske krigføring i Norge mod tyske soldater.
Operationen fandt sted i Trøndelag fra starten af 1944 og frem til marts 1945, og blev ledet af modstandsmanden Erik Gjems-Onstad.